# Grotte de Kébara
La grotte de Kébara (de l'hébreu : מערת כבארה Me'arat Kebara ; en arabe : مغارة الكبارة Mugharet el-Kébara) est une grotte située en Israël, au sud du Mont Carmel, à quelque 10 km au nord-est de Césarée. On y a découvert en 1983 des restes humains néandertaliens lors de fouilles menées sous la direction d'Ofer Bar-Yosef. La grotte a été occupée par l'Homme de Néandertal entre 60 000 et 48 000 ans AP. Les couches stratigraphiques supérieures ont montré une occupation ultérieure s'étageant de l'Aurignacien au Natoufien. 

## Le site
La grotte calcaire de Kébara s'ouvre à environ 60 mètres au-dessus du niveau de la mer, dans le wadi Kebara, au sud du Mont Carmel.

## L'Homme de Kébara
La découverte la plus importante faite dans la grotte de Kébara date de 1983. Il s'agit d'un squelette néandertalien parmi les plus complets trouvés à ce jour. Surnommé Moïse (Moshe en hébreu), il date d'environ 60 000 ans AP, et comprend la plus grande partie du torse (colonne vertébrale, côtes), le bassin et la mandibule d'un même individu.
Le crâne et les membres inférieurs manquent. Les membres inférieurs ont probablement été endommagés par un sondage ancien. En revanche, le crâne semble avoir fait l'objet d'un prélèvement secondaire, peut-être dans le cadre d'un rituel funéraire : en effet, la troisième molaire supérieure gauche a été découverte lors de la fouille à côté de son homologue mandibulaire, ce qui indique que l'individu a été inhumé avec le crâne dans une fosse non comblée suffisamment longtemps pour qu'une dent puisse se déchausser et tomber lors du prélèvement ultérieur de celui-ci.
La préservation exceptionnelle du squelette a permis notamment d'étudier l'os hyoïde, et de montrer qu'il devait offrir aux néandertaliens les mêmes possibilités physiques qu'Homo sapiens pour produire un langage articulé.

## Outillage lithique
L'industrie moustérienne associée au fossile néandertalien comporte une production de pointes selon une variante de la méthode Levallois, caractérisée par des enlèvements unipolaires convergents. L'outillage retouché est dominé par les racloirs et les outils convergents.
Le reste de la séquence stratigraphique a également livré de l'Aurignacien, du Kébarien (culture épipaléolithique dont c'est le site éponyme) et du Natoufien.